# Night and the City
Night and the City és una pel·lícula britànica de 1950, dirigida per Jules Dassin. Protagonitzada per Richard Widmark, Gene Tierney, Googie Withers, Hugh Marlowe, Francis L. Sullivan, Herbert Lom i Stanislaus Zbyszko en els papers principals.

## Argument
Harry Fabian (Richard Widmark) és un jove delinqüent que es guanya la vida als carrers de Londres. És ambiciós i no li importen els mètodes per guanyar diners. Sense cap escrúpol manipula i li roba diners a la seva promesa Mary (Gene Tierney), una cantant del sòrdid club nocturn Silver Fox, propietat de Phil Nosseross (Francis L. Sullivan). Harry treballa com enganxador de clients del club. En algun moment s'adona de les possibilitats de guanyar diners en l'ambient de la lluita lliure professional, i decideix llevar-li el control al promotor i delinqüent dels baixos fons, Kristo (Herbert Lom), manipulant el pare de Kristo, l'ex lluitador Gregorius (Stanislaus Zbyszko). Per finançar el seu pla busca el suport econòmic de l'amo del club, Phil i la seva esposa Helen (Googie Withers), i ho aconsegueix. Però el matrimoni té els seus propis plans. En un accident, mor Gregorius, mort causada accidentalment pel seu protegit Strangler (Mike Mazurki). Pel seu costat Phil, l'amo del club, s'adona que la seva esposa Helen està a punt d'abandonar-ho per Harry i tot el pla queda al descobert.

## Repartiment
- Richard Widmark: Harry Fabian
- Gene Tierney: Mary Bristol
- Googie Withers: Helen Nosseross
- Hugh Marlowe: Adam Dunne
- Francis L. Sullivan: Phil Nosseross, propietari del club Silver Fox
- Herbert Lom: Kristo
- Stanislaus Zbyszko: Gregorius the Great
- Mike Mazurki: The Strangler
- Ada Reeve: Molly
- Charles Farrell: Mickey Beer
- Ken Richmond: Nikolas of Athens
- Edward Chapman: Hoskins
- Aubrey Dexter: Fergus Chilk
- Maureen Delaney: Annie O'Leary